# 约旦LGBT权益
约旦的女同性恋，男同性恋，双性恋和跨性别（LGBT）权利相比中东地区的大多数其他国家被认为是比较先进的。同性性行为合法化于1951年，同性恋杂志也能在约旦出版。然而，大多数性少数人群面临着性多数群体没有经历过的社会歧视。

## 刑法
約旦法律受到鄂圖曼帝國的影響， 直到 1918 年成為英國的委託地，約旦一直是鄂圖曼的一部分。1946年，約旦獨立。1950年，約旦河西岸和東岸合併。
1951年，约旦刑法修订私人，成人，非商业和自愿的同性性行為合法化，同意年龄设置在16岁。約旦刑法以1858年鄂圖曼刑法典為基礎，而1858年的鄂圖曼刑法典又以 1810年的法國刑法典為基礎。
约旦刑法不再允许家属因“非法”性倾向使整个家庭“耻辱”而殴打或杀害自己家庭中的一员。截至2013年，新修订的刑法典将名譽殺人定为谋杀罪。

## LGBT认可和权利

约旦LGBT骄傲旗帜

约旦政府第一次做出关于同性恋权利的公开声明是在1995年举行的第四次世界妇女大会上。国际会议试图解决在全球范围内的妇女权利问题，并有人建议让会议正式讨论同性恋和双性恋女性的人权。约旦出席大会帮助否决建议。
约旦议会迄今没有任何解决性身份的歧视或偏见动机的犯罪的法律存在或提出。同性婚姻，或比较有限的民事结合，约旦法律均不承认，也没有公开努力修改这些法律。
然而，在LGBT权利和政党政治范围之外约旦国际化的城市中LGBT艺术或时尚能见度和知名度越来越高，特别是在安曼。
约旦政府还容许安曼开设了几个对同性恋友好的咖啡厅。
Books@Cafe于1997年开业，至今仍是流行的书店和咖啡馆，支持顾客的“创意，多样性和宽容”。21世纪，约旦男模特Khalid公开出柜并支持约旦的同性恋杂志出版。
最近的报道表明，尽管有大量LGBT公民都未出柜，经常过着双重生活，但一个新的年轻同志的出柜的浪潮在这个国家越来越明显，他们致力于建立电影制片人，记者，作家，艺术家和其他年轻的专业人士的一个充满活力的LGBT社区。只有少数年轻的上层阶级约旦人能够保持单身。大多数这些更“开放”的约旦人受过良好的教育来自富裕的中产阶级或富裕家庭。
对约旦LGBT群体的初步研究表明，在美国或欧洲同性恋社区内部存在的相同社会偏见和惯例，也存在于约旦。

## 媒体新闻
新闻出版法于1998年和2004年进行了修订。最初的法案禁止描绘或让“性偏離”代言，这可能包括同性恋。在2004年修订后的版本有对LGBT权利直接影响的一些规定。首先，关于“性变态”的内容禁令已被替换为“尊重阿拉伯和伊斯兰国家......的价值”，而记者也必须避免侵犯到人们的私人生活。
同性恋为主题的约旦出版物是合法的。 2007年，第一个同性恋为主题的约旦出版物出现。一年后，杂志《My.Kali》在网上创刊，以公开出柜的男模特Khalid的名字命名。，这成为各大报纸的头条新闻，因为它是中东和北非地区有史以来第一部LGBT出版物。
2014年和2015年在约旦首都安曼举办了國際不再恐同日的活动，主要是为教育目的，宗旨是提高社群声音和对难题的讨论。许多约旦活动家、同性恋社区的成员和LGBT盟友参加了活动。2015年第二次活动举行时美国驻约旦大使Alice G Wells是主讲人之一。

## 舆论
据皮尤研究中心2013年的调查表明，在回答问题“社会应该接受同性恋吗？”，97％的人回答不，3％的人回答是。

## 概况
| 同性性行为合法                                       | （自1951年）       |
| 同意年龄平等                                         | 是                 |
| 反就业歧视法律                                       | 否                 |
| 提供商品和服务的反歧视法律                           | 否                 |
| 在所有其他领域的反歧视法律（包括间接歧视，仇恨言论） | 否                 |
| 同性婚姻                                             | 否                 |
| 同性伴侣关系                                         | 否                 |
| 同性伴侣收养继子女                                   | 否                 |
| 同性伴侣联合收养                                     | 否                 |
| 同性恋军人允许公开服役                               |                    |
| 有权改变法律性别                                     | （经过变性手术后） |
| 女同性恋试管婴儿                                     | 否                 |
| 男同性恋情侣商业代孕                                 | 否                 |
| 男男性接触人群（MSM）允许献血                        | 否                 |